# Jeffery Simmons
Jeffery Bernard Simmons Jr. (Parroquia de La Salle, Luisiana, 28 de julio de 1997) más conocido como Jeffery Simmons, es un jugador profesional estadounidense de fútbol americano que se desempeña en la posición de defensive tackle en Tennessee Titans, equipo de la National Football League (NFL).

## Carrera
Fue seleccionado en la primera ronda en la Reunión Anual de Selección de Jugadores de la NFL de 2019. Hizo su debut profesional con el equipo Tennessee Titans, donde lleva jugando cinco temporadas.